# Пресбаум
Пресбаум (нем. Pressbaum) — город в Австрии, в федеральной земле Нижняя Австрия. Входит в состав округа Санкт-Пёльтен (до 2017 года относился к ныне упразднённому округу Вин-Умгебунг). Население составляет 7754 человека (на 1 января 2020 года). Получил статус города сравнительно недавно — в 2012 году.

## География
Пресбаум расположен в Венском Лесу, примерно посередине между Веной и Санкт-Пёльтеном. Здесь находятся источники и слияние обоих ручьев, образующих реку Вена. Сам город лежит, в основном, в верхней части долины реки и долинах ее притоков. Полная территория составляет 58,87 км², однако лишь сравнительно небольшая ее часть застроена. Высочайшая точка — гора Йохграбенберг (Jochgrabenberg), 645 м.
Помимо собственно Пресбаума (6440), на территории расположены отдельные поселки Рекавинкель (Rekawinkel, 779) и Пфальцау (Pfalzau, 531), а также деревушка Ау-ам-Кракинг (Au am Kraking, 4). Население в скобках приведено по состоянию на 1 января 2020.

## Достопримечательности
- Приходская Церковь Святой Троицы[нем.], построенная в 1908 году в югендстиле
- Приходская церковь Рекавинкля, построенная в 1935
- Частная школа Конгрегации Святейшего Сердца Иисуса с церковью; построена в 1891 году
- Театр «Винтальбюне» (Wientalbühne)
- Два акведука второго венского горного водовода
- Водохранилище Винервальдзе частично относится к Пресбауму, на востоке города

## Известные жители
- Вильфред Шойтц — певец и композитор
- Герхард Гепп — живописец, график, иллюстратор, карикатурист